# جاش مورفی
جاشوا مورفی (انگلیسی: Josh Murphy؛ زادهٔ ۲۴ فوریهٔ ۱۹۹۵) بازیکن فوتبال اهل بریتانیا است.
از باشگاه‌هایی که در آن بازی کرده‌است می‌توان به باشگاه فوتبال ویگان اتلتیک، باشگاه فوتبال نوریچ سیتی، و باشگاه فوتبال میلتون کینز دونز اشاره کرد.
وی همچنین در تیم‌های ملی فوتبال زیر ۱۸ سال انگلستان، زیر ۱۹ سال انگلستان، و زیر ۲۰ سال انگلستان بازی کرده‌است.

## دوران ملی
جاش و جیکوب در اکتبر ۲۰۱۲ به تیم ملی فوتبال زیر ۱۸ سال انگلستان دعوت شدند و اولین بازی ملی زیر ۱۸ سال خود را در پیروزی ۱–۰ مقابل تیم ملی فوتبال زیر ۱۹ سال فنلاند در ۱۳ نوامبر ۲۰۱۲ انجام دادند.
سپس در اوایل سال ۲۰۱۳، جاش و جیکوب هر دو به تیم ملی فوتبال زیر ۱۹ سال انگلستان دعوت شدند و اولین بازی ملی زیر ۱۹ سال خود را در برد ۳–۱ مقابل تیم ملی فوتبال زیر ۱۹ سال دانمارک انجام دادند. سپس در ۱۴ نوامبر ۲۰۱۳، جاش اولین گل ملی زیر ۱۹ سال انگلستان خود را در پیروزی ۴–۱ مقابل تیم ملی فوتبال زیر ۱۹ سال مجارستان به ثمر رساند.
در اواخر سال ۲۰۱۴، جاش به تیم ملی فوتبال زیر ۲۰ سال انگلستان فراخوانده شد و در اولین بازی خود در ۵ سپتامبر ۲۰۱۴، در پیروزی ۶–۰ مقابل تیم ملی فوتبال زیر ۲۰ سال رومانی گلزنی کرد.

## زندگی شخصی
وی برادر دوقلوی دیگر فوتبالیست حرفه‌ای، جیکوب مورفی است.
دایی او نیز تامی پارکین، بازیکن بازنشسته باشگاه فوتبال ایپسویچ تاون است.